# The Red Sea Diving Resort
The Red Sea Diving Resort é um filme de espionagem e suspense de 2019 escrito e dirigido por Gideon Raff. O longa-metragem é protagonizado por Chris Evans como um agente israelense do Mossad que administra uma operação secreta que ajuda refugiados judeus da Etiópia a escaparem para um porto seguro em Israel. Michael K. Williams, Haley Bennett, Alessandro Nivola, Michiel Huisman, Chris Chalk, Greg Kinnear e Ben Kingsley interpretam papéis coadjuvantes.
O filme é vagamente baseado nos eventos da Operação Moisés e da Operação Josué entre 1984 e 1985, em que o Mossad evacuou secretamente refugiados judeus da Etiópia para Israel usando uma base no resort de férias outrora abandonado de Arous Village, na costa do Mar Vermelho no Sudão.
The Red Sea Diving Resort estreou no Festival de Cinema Judaico de São Francisco em 28 de julho de 2019 e foi lançado em 31 de julho de 2019 pela Netflix. A reação crítica ao filme foi predominantemente negativa.

## Enredo
Kabede Bimro, um judeu etíope, trabalha junto ao agente israelense do Mossad Ari Levinson para evacuar refugiados judeus-etíopes para Israel. Ari percebe que sua capacidade de operar na Etiópia seria melhor se ele tivesse uma atividade de cobertura que lhe desse uma razão para ter um prédio e veículos. Ele propõe ao oficial de inteligência israelense Ethan Levin um plano que lhe permita evacuar significativamente mais refugiados: alugar o Red Sea Diving Resort, um hotel costeiro sudanês abandonado, e administrá-lo como fachada para facilitar a retirada de refugiados do país. O plano não ortodoxo é relutantemente aprovado, e Ari recruta seus ex-colegas do Mossad, Rachel Reiter, Jake Wolf, Max Rose e Sammy Navon, para ajudá-lo.
Logo após a chegada da equipe ao país islâmico do Sudão, os folhetos impressos inspiram turistas reais a começar a chegar ao resort. Embora a hospedagem de convidados não tenha sido originalmente parte do plano, Levinson percebe que os turistas fornecerão cobertura para as operações da equipe, então a equipe administra o resort como um negócio legítimo e simultaneamente evacua refugiados para um navio israelense na costa. O plano é inicialmente bem-sucedido e várias operações de extração são realizadas, mas o coronel sudanês Abdel Ahmed descobre Bimro depois de interrogar e depois matar um grupo de refugiados. Ahmed visita o resort para investigar, mas não descobre a operação de refugiados.
Uma noite, Ari e Sammy são presos depois que uma missão de evacuação escapa por pouco dos soldados sudaneses. Eles são libertados e retornam ao resort para encontrar Levin esperando por eles; ele diz ao grupo que a missão foi comprometida e cancelada.
Ahmed novamente visita o resort, e Rachel é forçada a matar um de seus homens depois que o soldado descobre um grupo de refugiados escondidos lá. Para evacuá-los, Ari decide realizar uma extração final de refugiados em um avião de carga com a assistência de Walton Bowen, um oficial da CIA. Ari e sua equipe transportam os refugiados para um aeródromo britânico abandonado. A equipe e Bimro escapam por pouco de Ahmed e extraem a si e aos refugiados.

## Elenco
| Ator/Atriz          | Personagem        |
| ------------------- | ----------------- |
| Chris Evans         | Ari Levinson      |
| Michael K. Williams | Kabede Bimro      |
| Haley Bennett       | Anny Reiter       |
| Michiel Huisman     | Jacob 'Jake' Wolf |
| Alessandro Nivola   | Sammy Navon       |
| Greg Kinnear        | Walton Bowen      |
| Ben Kingsley        | Ethan Levin       |
| Alex Hassell        | Max Rose          |
| Mark Ivanir         | Barack Isaacs     |
| Chris Chalk         | Col. Abdel Ahmed  |
| Alona Tal           | Sarah Levinson    |
| Fonte:              |                   |

## Equipe e colaboradores
Equipe técnica
- Ali Jazayeri — produção executiva
- Alex Lebovici — produção executiva
- Aaron L. Gilbert — produção
- Andrew Pollack — produção executiva
- David Gendron — produção executiva
- Gideon Raff — direção; produção
- Jason Cloth — produção executiva
- Mary Vernieu — diretora de elenco
- Mychael Danna — trilha sonora
- Neil McClean — figurinista
- Philip Waley — produção executiva
- Roberto Schaefer — diretor de fotografia
- Ruth Myers — figurinista
- Steve Ponce — produção executiva
- Steven Thibault — produção executiva
- Tim Squyres — edição

Empresas envolvidas
- Netflix — distribuição internacional; exportação
- Bron Studios — produção
- EMJAG Productions — produção
- G. Raff Productions — produção

## Lançamento
Em fevereiro de 2019, a Netflix adquiriu direitos de distribuição do filme. Ele teve sua estreia mundial no Festival de Cinema Judaico de São Francisco em 28 de julho de 2019. Foi lançado em 31 de julho de 2019.

### Recepção da crítica
A reação crítica ao filme foi predominantemente negativa. Peter Debruge da Variety afirmou que “a história surpreendente de uma missão de resgate da vida real de judeus etíopes por agentes israelenses do Mossad virou um thriller de ficção liberal que interpreta o ‘complexo do salvador branco’ até extremos vergonhosos.” Frank Scheck da revista The Hollywood Reporter considerou que “o elenco, à primeira vista, parece improvável, dada a sua aparência totalmente norte-americana, mas realmente funciona no contexto da história”. A publicação pontuou também que “a inevitável sequência de ‘montar a equipe’, é apresentada de maneira superficial”. Brian Tallerico escreveu ao RogerEbert.com que “o Red Sea Diving Resort vai deixar você deprimido” e que “a maior parte [do filme] é simplesmente esquecidamente esquecível.” Além de criticar o a falta de profundidade dada aos personagens: “os personagens estão sempre falando sobre o quão perigosa é a missão, o quão importante é a missão ou as coisas incríveis que eles realizaram durante a missão. Estes são heróis, e você não esquece. Mas eles nunca são pessoas reais” encerraou. Já Brian Lowry afirmou a CNN que “The Red Sea Diving Resort é um filme sério, porém medíocre que tropeça com frequência na narrativa.”